# Aleksej Oermanov
Aleksej Jevgenjevitsj Oermanov (uitspraakⓘ) (Russisch: Алексей Евгеньевич Урманов) (Leningrad, 17 november 1973) is een Russisch voormalig kunstschaatser. Hij nam deel aan twee edities van de Olympische Winterspelen: Albertville 1992 (met het gezamenlijk team) en Lillehammer 1994 (voor Rusland). In 1994 werd hij olympisch kampioen bij de mannen.

## Biografie

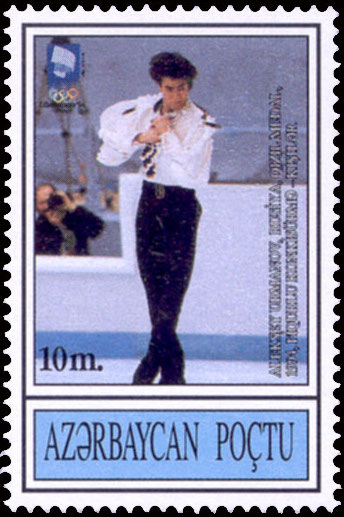
Oermanov in 1994

Oermanov begon op vierjarige leeftijd met kunstschaatsen. In 1990 won hij de zilveren medaille op de WK voor junioren. Een jaar later debuteerde hij bij de senioren. Hoewel Oermanov in de boeken is gekomen als de eerste schaatser die op de EK (1991) een viervoudige sprong volbracht, viel hij wel buiten de prijzen. Maar dat veranderde al gauw: achtereen veroverde hij brons bij de EK 1992, de WK 1993 en de EK 1994. Oermanov eindigde op de vijfde plek bij zijn eerste olympische deelname in de Franse stad Albertville. Twee jaar later, echter, werd hij verrassend olympisch kampioen en versloeg hij daarmee de favorieten Brian Boitano, Viktor Petrenko en Kurt Browning, die allen slecht presteerden bij de korte kür.
Hij won verder nog goud (1997), zilver (1995) en brons (1999) bij de Europese kampioenschappen. Oermanov miste door blessures het gehele schaatsseizoen 1997/98 en kon daardoor zijn olympische titel niet verdedigen op de Olympische Winterspelen in Nagano. In 1999 besloot hij professioneel te gaan schaatsen, won hetzelfde jaar nog de WK voor professionals en stopte in 2000 toch helemaal.
Oermanov ging later jonge talenten coachen in zijn thuisstad Sint-Petersburg en verkaste in 2014 naar Sotsji. Hij nam in 2006 deel aan de Russische versie van het televisieprogramma Dancing on Ice, waarin hij schaatste met de Russische actrice Tatjana Dogileva. Oermanov is gehuwd en heeft twee zoons, een tweeling (geboren in 2001).

## Belangrijke resultaten
| Kampioenschap           | 89/90  | 90/91         | 91/92         | 92/93         | 93/94         | 94/95         | 95/96         | 96/97         | 97/98         | 98/99         |
| ----------------------- | ------ | ------------- | ------------- | ------------- | ------------- | ------------- | ------------- | ------------- | ------------- | ------------- |
| Olympische Spelen       |        |               | 5e            |               | Goud          |               |               |               | dnq.          |               |
| Wereldkampioenschap     |        | 8e            | 8e            | Brons         | 4e            | 4e            | 5e            | t.z.t.        |               | 5e            |
| Europees kampioenschap  |        | 6e            | Brons         | 5e            | Brons         | Zilver        |               | Goud          |               | Brons         |
| Grand Prix-finale       |        |               |               |               |               |               | Goud          | Brons         |               | Zilver        |
| Nationaal kampioenschap | 6e     | Brons         | Goud          | Goud          | Goud          | Goud          | Goud          | Zilver        |               | Brons         |
| WK junioren             | Zilver | geen deelname | geen deelname | geen deelname | geen deelname | geen deelname | geen deelname | geen deelname | geen deelname | geen deelname |

dnq. = niet gekwalificeerd
t.z.t. = trok zich terug
1908: Ulrich Salchow ·
1920: Gillis Grafström ·
1924: Gillis Grafström ·
1928: Gillis Grafström ·
1932: Karl Schäfer ·
1936: Karl Schäfer ·
1948: Richard Button ·
1952: Richard Button ·
1956: Hayes Alan Jenkins ·
1960: David Jenkins ·
1964: Manfred Schnelldorfer ·
1968: Wolfgang Schwarz ·
1972: Ondrej Nepela ·
1976: John Curry ·
1980: Robin Cousins ·
1984: Scott Hamilton ·
1988: Brian Boitano ·
1992: Viktor Petrenko ·
1994: Aleksej Oermanov ·
1998: Ilja Koelik ·
2002: Aleksej Jagoedin ·
2006: Jevgeni Pljoesjtsjenko ·
2010: Evan Lysacek ·
2014: Yuzuru Hanyu ·
2018: Yuzuru Hanyu ·
2022: Nathan Chen
- Library of Congress Control Number: no2014148358
- Virtual International Authority File: 311479020